# Chipping Ongar
Chipping Ongar – miasto w Wielkiej Brytanii, w Anglii, w regionie East of England, w hrabstwie Essex, w civil parish Ongar. W 2001 roku miasto liczyło 5923 mieszkańców. W 1961 roku civil parish liczyła 1673 mieszkańców. Chipping Ongar jest wspomniana w Domesday Book (1086) jako Angra (Ongar).

## Miasta partnerskie
- Cerizay